# NEMONEMO (歌曲)
〈Nemonemo〉（韓語：네모네모）是韓國歌手崔叡娜發行的一首電子舞曲單曲，收錄於同名單曲專輯，由樂華娛樂並於2024年9月30日發行。

## 創作與製作背景
這首的製作陣容由製作人NATHAN領軍，包括Hong Hung-ki、Ohway!等作曲家共同創作完成。崔叡娜表示這次是首次與該作曲團隊合作，對方深入研究了她的聲音特色來打造歌曲。然而，在錄音前夕團隊一度未能敲定歌詞主題，使創作陷入困境。由於時間緊迫，崔叡娜邀請哥哥的好友——嘻哈歌手兼製作人Zico協助填詞。Zico聽過DEMO後發想出以「方形」隱喻戀愛關係的概念，並協助撰寫了關鍵歌詞。崔叡娜對此深受感動，表示在Zico提供點子後，〈Nemonemo〉最終的歌詞很快便順利完成。因此，Zico也以詞曲作者身份參與了此曲創作。

## 音樂風格與歌詞主題
專輯同名主打歌〈Nemonemo〉是一首融合2000年代千禧年音樂風格與MZ世代感性的電子舞曲。歌曲節奏輕快又充滿稚趣，以強烈洗腦的副歌「네모네모（nemonemo）」旋律為特色。歌詞內容透過「棱角分明的四角形」作為隱喻，生動描繪戀愛過程中，當情侶發現彼此性格中不圓滑的「棱角」時所引發的各種反應與情緒衝突。崔叡娜以詼諧有趣的方式詮釋這種戀人間的摩擦，傳達出愛情並非永遠圓滿無缺，如同方形般帶有棱角。整張單曲專輯圍繞「愛」的主題，崔叡娜表示每個人定義和表達愛的方式都不同，而她希望用自己可愛的風格來呈現愛情的多面性。

## 音樂錄影帶
〈Nemonemo〉的音樂錄影帶由樂華娛樂出品，於發行同日通過YouTube官方頻道公開。MV以戲劇化且幽默的手法展現歌曲主題：影片中崔叡娜出席了一場戀愛問題互助小組的聚會，與會者分享各自「愛情變成方形」的苦惱。隨著歌曲情節發展，崔叡娜在會議中演繹出對男友各種不滿和抓狂的反應，而一旁的男友角色則對她的煩惱渾然不覺。畫面運用了誇張有趣的肢體動作及方形意象（如比出方形手勢的舞蹈動作），配合充滿張力的電子樂節奏，強調歌曲所描述的荒唐又真實的感情狀態。在副歌段落，崔叡娜邊舞邊唱出“Tick tock, 圓的時鐘注視著我們...我們就像四方形互相指責”等歌詞，將戀人間針鋒相對的氛圍透過畫面生動呈現。整支MV色調明亮俏皮，崔叡娜以可愛鬼靈的表情與動作貫穿始終，充分體現歌曲幽默風趣的核心概念。